# Willi Wenzel
Willi Wenzel (12 ottobre 1930 – 25 gennaio 1999) è stato un calciatore tedesco, di ruolo attaccante.

## Carriera
Ha giocato nella prima divisione tedesca, che ha vinto due volte.

## Palmarès

### Club

#### Competizioni nazionali
- Campionato tedesco: 2

Kaiserslautern: 1950-1951, 1952-1953